# هارتلي وليامز
هارتلي وليامز (بالإنجليزية: Hartley Williams)‏ هو قاضي أسترالي، ولد في 15 أكتوبر 1843، وتوفي في 1929.